# Serhij Pet'ko
Serhij Jurijovyč Pet'ko (in ucraino Сергій Юрійович Петько?; Charkiv, 23 gennaio 1994) è un calciatore ucraino, difensore dell'Inhulec'.

## Carriera

### Club
Ha esordito in Prem"jer-liha il 20 maggio 2015 disputando con il Čornomorec' l'incontro pareggiato 0-0 contro il Metalist.

### Nazionale
Nel 2015 ha giocato 3 partite nella nazionale ucraina Under-21.

## Statistiche

### Presenze e reti nei club
Statistiche aggiornate al 3 ottobre 2021.
| Stagione           | Squadra            | Campionato         | Campionato | Campionato | Coppe nazionali | Coppe nazionali | Coppe nazionali | Coppe continentali | Coppe continentali | Coppe continentali | Altre coppe | Altre coppe | Altre coppe | Totale | Totale |
| Stagione           | Squadra            | Comp               | Pres       | Reti       | Comp            | Pres            | Reti            | Comp               | Pres               | Reti               | Comp        | Pres        | Reti        | Pres   | Reti   |
| ------------------ | ------------------ | ------------------ | ---------- | ---------- | --------------- | --------------- | --------------- | ------------------ | ------------------ | ------------------ | ----------- | ----------- | ----------- | ------ | ------ |
| 2013-2014          | Čornomorec'        | PL                 | 0          | 0          | CU              | 0               | 0               |                    | -                  | -                  |             | -           | -           | 0      | 0      |
| 2014-2015          | Čornomorec'        | PL                 | 9          | 0          | CU              | 2               | 0               |                    | -                  | -                  |             | -           | -           | 11     | 0      |
| 2015-2016          | Čornomorec'        | PL                 | 12         | 1          | CU              | 3               | 0               |                    | -                  | -                  |             | -           | -           | 15     | 1      |
| 2016-mar. 2017     | Čornomorec'        | PL                 | 4          | 0          | CU              | 1               | 0               |                    | -                  | -                  |             | -           | -           | 5      | 0      |
| Totale Čornomorec' | Totale Čornomorec' | Totale Čornomorec' | 25         | 1          |                 | 6               | 0               |                    | -                  | -                  |             | -           | -           | 31     | 1      |
| mar.-giu. 2017     | Veres Rivne        | 1L                 | 7          | 0          |                 | -               | -               |                    | -                  | -                  |             | -           | -           | 7      | 0      |
| 2017-gen. 2018     | Žemčužyna Odessa   | 1L                 | 11         | 1          | CU              | 1               | 0               |                    | -                  | -                  |             | -           | -           | 12     | 1      |
| gen.-mag. 2018     | Volyn'             | 1L                 | 6          | 0          |                 | -               | -               |                    | -                  | -                  |             | -           | -           | 6      | 0      |
| 2018-2019          | Volyn'             | 1L                 | 23         | 0          | CU              | 2               | 0               |                    | -                  | -                  |             | -           | -           | 25     | 0      |
| Totale Volyn'      | Totale Volyn'      | Totale Volyn'      | 29         | 0          |                 | 2               | 0               |                    | -                  | -                  |             | -           | -           | 31     | 0      |
| 2019-2020          | Veres Rivne        | 2L                 | 19         | 3          | CU              | 2               | 0               |                    | -                  | -                  |             | -           | -           | 21     | 3      |
| 2020-2021          | Veres Rivne        | 1L                 | 19         | 3          | CU              | 4               | 2               |                    | -                  | -                  |             | -           | -           | 23     | 5      |
| 2021-2022          | Veres Rivne        | PL                 | 4          | 0          | CU              | 1               | 0               |                    | -                  | -                  |             | -           | -           | 5      | 0      |
| Totale Veres Rivne | Totale Veres Rivne | Totale Veres Rivne | 42         | 6          |                 | 7               | 2               |                    | -                  | -                  |             | -           | -           | 49     | 8      |
| Totale carriera    | Totale carriera    | Totale carriera    | 114        | 8          |                 | 16              | 2               |                    | -                  | -                  |             | -           | -           | 130    | 10     |

## Palmarès

### Club

#### Competizioni nazionali
- Campionato ucraino di seconda divisione: 1

Veres Rivne: 2020-2021